# São Pedro (Óbidos)
São Pedro ist ein Ort und eine ehemalige Gemeinde (Freguesia) im portugiesischen Kreis Óbidos. Die Gemeinde hatte 1308 Einwohner (Stand 30. Juni 2011).
Am 29. September 2013 wurden die Gemeinden Óbidos (São Pedro), Sobral da Lagoa und Óbidos (Santa Maria) zur neuen Gemeinde Santa Maria, São Pedro e Sobral da Lagoa zusammengeschlossen.